# Bio-MEMS
Bio-MEMS é uma abreviatura para sistemas microelectromecânicos biomédicos (ou biológicos). Bio-MEMS têm considerável sobreposição, e é por vezes considerado sinónimo, com sistemas de análise lab-on-a-chip (LOC) e micro total (μTAS). Bio-MEMS é tipicamente mais centrado em peças mecânicas e tecnologias de microfabricação feitas adequadas para aplicações biológicas. Por outro lado, lab-on-a-chip preocupa-se com a miniaturização e integração de processos laboratoriais e experiências em chips únicos (muitas vezes microfluídicos). Nesta definição, os dispositivos lab-on-a-chip não têm estritamente aplicações biológicas, embora a maioria tenha ou possa ser adaptada para fins biológicos. Do mesmo modo, os sistemas de análise micro total podem não ter aplicações biológicas em mente, e são normalmente dedicados à análise química. Uma definição ampla para bio-MEMS pode ser utilizada para se referir à ciência e tecnologia de operar em microescala para aplicações biológicas e biomédicas, que podem ou não incluir quaisquer funções electrónicas ou mecânicas. A natureza interdisciplinar do bio-MEMS combina ciências materiais, ciências clínicas, medicina, cirurgia, engenharia eléctrica, engenharia mecânica, engenharia óptica, engenharia química, e engenharia biomédica. Algumas das suas principais aplicações incluem genómica, proteómica, diagnóstico molecular, diagnóstico no local de tratamento, engenharia de tecidos, análise de células únicas e microdispositivos implantáveis.

## História
Em 1967, S. B. Carter relatou a utilização de ilhas de paládio com sombras evaporadas para fixação celular. Após este primeiro estudo bio-MEMS, o desenvolvimento subsequente no campo foi lento durante cerca de 20 anos. Em 1985, a Unipath Inc. comercializou ClearBlue, um teste de gravidez ainda hoje utilizado, que pode ser considerado o primeiro dispositivo microfluídico contendo papel e o primeiro produto microfluídico a ser comercializado. Em 1990, Andreas Manz e H. Michael Widmer da Ciba-Geigy (agora Novartis), Suíça, cunharam pela primeira vez o termo micro sistema de análise total (μTAS) no seu papel seminal propondo a utilização de sistemas de análise química total miniaturizados para detecção química. Houve três grandes factores motivadores por detrás do conceito de μTAS. Em primeiro lugar, a descoberta de drogas nas últimas décadas até aos anos 90 tinha sido limitada devido ao tempo e custo de execução de muitas análises cromatográficas em paralelo em equipamento macroscópico. Em segundo lugar, o Projecto do Genoma Humano (HGP), iniciado em Outubro de 1990, criou uma procura de melhorias na capacidade de sequenciação de ADN. A electroforese capilar tornou-se assim um foco para a separação química e de ADN. Em terceiro lugar, o DARPA do Departamento de Defesa dos EUA apoiou uma série de programas de investigação de microfluidos nos anos 90, depois de se ter apercebido da necessidade de desenvolver microssistemas utilizáveis no terreno para a detecção de agentes químicos e biológicos que constituíam potenciais ameaças militares e terroristas. Os investigadores começaram a utilizar equipamento fotolitográfico para microfabricação de sistemas microeletromecânicos (MEMS) tal como herdado da indústria microelectrónica. Na altura, a aplicação do MEMS à biologia era limitada porque esta tecnologia era optimizada para pastilhas de silício ou de vidro e utilizava fotorresistências à base de solventes que não eram compatíveis com material biológico. Em 1993, George M. Whitesides, um químico de Harvard, introduziu a microfabricação barata baseada em PDMS e isto revolucionou o campo do bio-MEMS. Desde então, o campo do bio-MEMS explodiu. Entre as principais realizações técnicas seleccionadas durante o desenvolvimento do bio-MEMS na década de 1990 incluem-se:
- Em 1991, foi desenvolvido o primeiro chip de oligonucleotídeo
- Em 1998, foram desenvolvidos os primeiros microneedles sólidos para o fornecimento de medicamentos
- Em 1998, foi desenvolvido o primeiro chip de reacção em cadeia de polimerase de fluxo contínuo
- Em 1999, a primeira demonstração de fluxos laminares heterogéneos para o tratamento selectivo de células em micro-canais

Hoje em dia, os hidrogéis como a agarose, os fotossensíveis biocompatíveis, e a auto-montagem são áreas chave de investigação para melhorar os bio-MEMS como substitutos ou complementos do PDMS.

## Abordagens

### Materiais

#### Silício e vidro
Técnicas convencionais de micromaquinagem tais como gravura húmida, gravura seca, gravura iónica reactiva profunda, pulverização, ligação anódica, e ligação por fusão têm sido utilizadas em bio-MEMS para fazer canais de fluxo, sensores de fluxo, detectores químicos, capilares de separação, misturadores, filtros, bombas e válvulas. No entanto, existem alguns inconvenientes na utilização de dispositivos baseados em silício em aplicações biomédicas, tais como o seu elevado custo e bioincompatibilidade. Devido ao facto de serem de utilização única, maiores do que os seus equivalentes MEMS, e à exigência de instalações em salas limpas, os elevados custos de material e processamento tornam os bio-MEMS à base de silicone menos atractivos do ponto de vista económico. In vivo", os bio-MEMS à base de silício podem ser prontamente funcionalizados para minimizar a adsorção de proteínas, mas a fragilidade do silício continua a ser uma questão importante.

#### Plásticos e polímeros
O uso de plásticos e polímeros em bio-MEMS é atractivo porque podem ser facilmente fabricados, compatíveis com métodos de micromaquinagem e prototipagem rápida, bem como ter baixo custo. Muitos polímeros são também opticamente transparentes e podem ser integrados em sistemas que utilizam técnicas de detecção óptica tais como fluorescência, absorção UV/Vis, ou método Raman. Além disso, muitos polímeros são biologicamente compatíveis, quimicamente inertes aos solventes, e isolantes eléctricos para aplicações onde campos eléctricos fortes são necessários, tais como a separação electroforética. A química da superfície dos polímeros também pode ser modificada para aplicações específicas. Especificamente, a superfície dos PDMS pode ser irradiada por iões com elementos tais como magnésio, tântalo e ferro para diminuir a hidrofobicidade superficial, permitindo uma melhor aderência celular em aplicações "in vivo". Os polímeros mais comuns utilizados em bio-MEMS incluem PMMA, PDMS, OSTEmer e SU-8.

#### Materiais biológicos
- A) Micropatterização de fibronectina na superfície de vidro PNIPAM.
- B) & C) Os fibroblastos simples são espacialmente limitados à geometria do micropadrão da fibronectina.
- Manipulação em microescala e padrões de materiais biológicos tais como proteínas, células e tecidos têm sido utilizados no desenvolvimento de matrizes baseadas em células, microarrays, engenharia de tecidos baseada em microfabricação, e órgãos artificiais. * A micropatterização biológica pode ser utilizada para análise de células únicas de alto rendimento, controlo preciso do microambiente celular, bem como integração controlada de células em arquitecturas multicelulares apropriadas para recapitular condições in vivo. A fotolitografia, a impressão por microcontacto, a entrega selectiva de microfluidos e as monocamadas auto-montadas são alguns dos métodos utilizados para modelar moléculas biológicas em superfícies. A micropatterização celular pode ser feita usando a patterização por microcontacto de proteínas de matriz extracelular, electroforese celular, matrizes de pinças ópticas, dielectroforese, e superfícies electroquimicamente activas.

#### Papel
Microfluidos de papel (por vezes chamados laboratório sobre papel) é a utilização de substratos de papel na microfabricação para manipular o fluxo de fluidos para diferentes aplicações. Os microfluidos de papel têm sido aplicados em electroforese de papel e imunoensaios, sendo o mais notável o teste de gravidez comercializado, ClearBlue. As vantagens da utilização de papel para microfluidos e electroforese em bio-MEMS incluem o seu baixo custo, biodegradabilidade, e acção de pavio natural. Uma desvantagem grave dos microfluidos baseados em papel é a dependência da taxa de capilaridade das condições ambientais, tais como temperatura e humidade relativa. Os dispositivos analíticos baseados em papel são particularmente atractivos para o diagnóstico no local de tratamento nos países em desenvolvimento, tanto pelo baixo custo do material como pela ênfase em ensaios colorimétricos que permitem aos profissionais médicos interpretar facilmente os resultados a olho nu. Em comparação com os canais microfluídicos tradicionais, os microcanais de papel são acessíveis para introdução de amostras (especialmente amostras de estilo forense, tais como fluidos corporais e solo), bem como as suas propriedades de filtragem natural que excluem detritos celulares, sujidade e outras impurezas nas amostras. As réplicas em papel demonstraram a mesma eficácia na realização de operações microfluídicas comuns, tais como focalização hidrodinâmica, extracção molecular baseada no tamanho, micromixagem e diluição; as microplacas comuns de 96 e 384 poços para manipulação e análise automática de líquidos foram reproduzidas através de fotolitografia em papel para obter um perfil mais fino e um custo de material mais baixo, mantendo a compatibilidade com os leitores convencionais de microplacas. As técnicas para microplacas de papel incluem fotolitografia, corte a laser, impressão a jacto de tinta, tratamento de plasma, e padrões de cera.

#### Electrocinética
Um exemplo de experiência de electroforese: Dois eléctrodos cónicos são colocados tanto na entrada como na saída de um micro-canal e as células são movidas ao longo do micro-canal por um campo eléctrico CC aplicado.
A electrocinética tem sido explorada em bio-MEMS para separar misturas de moléculas e células usando campos eléctricos. Na electroforese, uma espécie carregada num líquido move-se sob a influência de um campo eléctrico aplicado. A electroforese tem sido utilizada para fracionar pequenos iões, moléculas orgânicas carregadas, proteínas, e ADN. A electroforese e os microfluidos são altamente sinérgicos porque é possível utilizar tensões mais elevadas em micro-canais devido a uma remoção mais rápida do calor. A concentração isoeléctrica é a separação de proteínas, organelas, e células com diferentes pontos isoeléctricos. A focalização isoeléctrica requer um gradiente de pH (normalmente gerado com eléctrodos) perpendicular à direcção do fluxo. A ordenação e focalização das espécies de interesse é conseguida porque uma força electroforética provoca a migração perpendicular até fluir ao longo dos seus respectivos pontos isoeléctricos. Dielectroforese é o movimento de partículas não carregadas devido à polarização induzida por campos eléctricos não uniformes. A dielectroforese pode ser utilizada em bio-MEMS para armadilhas de dielectroforese, concentrando partículas específicas em pontos específicos em superfícies, e desviando partículas de um fluxo para outro para concentração dinâmica.